# Czesław Szpakowski
Czesław Szpakowski (ur. 20 lipca 1883, zm. ?) – podpułkownik piechoty Wojska Polskiego.

## Życiorys
Po odzyskaniu przez Polskę niepodległości został przyjęty do Wojska Polskiego. 15 lipca 1920 roku został zatwierdzony z dniem 1 kwietnia 1920 roku w stopniu majora, w piechocie, w grupie oficerów byłych Korpusów Wschodnich i byłej armii rosyjskiej. Pełnił wówczas służbę w 68 Pułku Piechoty.
1 czerwca 1921 roku pełnił służbę w 70 Pułku Piechoty. 3 maja 1922 roku został zweryfikowany w stopniu majora ze starszeństwem z 1 czerwca 1919 roku i 105. lokatą w korpusie oficerów piechoty, a jego oddziałem macierzystym był nadal 70 Pułk Piechoty. W latach 20. był oficerem 15 Pułku Piechoty „Wilków” w Dęblinie, w którym w 1923 był p.o. dowódcy batalionu sztabowego, w 1924 kwatermistrzem pułku, a w 1925 roku dowódcą I batalionu. 26 stycznia 1928 roku awansował na podpułkownika ze starszeństwem z dniem 1 stycznia 1928 roku i 1. lokatą w korpusie oficerów piechoty. 26 kwietnia 1928 został przeniesiony do 2 Pułku Strzelców Podhalańskich w Sanoku na stanowisko zastępcy dowódcy pułku. Na przełomie lat 20./30. był wiceprezesem i sekretarzem wydziału sanockiego gniazda Polskiego Towarzystwa Gimnastycznego „Sokół”. Jego żona Irena pełniła w Sanoku funkcję przewodniczącej miejscowej Rodziny Wojskowej. 12 marca 1929 roku został przeniesiony macierzyście do kadry oficerów piechoty z równoczesnym przeniesieniem służbowym do Powiatowej Komendy Uzupełnień Sanok na stanowisko pełniącego obowiązki komendanta. Z dniem 31 lipca 1931 został przeniesiony w stan spoczynku. W 1934 jako podpułkownik piechoty przeniesiony w stan spoczynku był w oficerskiej kadrze okręgowej nr X jako oficer przewidziany do użycia w czasie wojny i był wówczas przydzielony do Powiatowej Komendy Uzupełnień Sanok.
W czasie kampanii wrześniowej 1939 roku był dowódcą batalionu wartowniczego nr 102 w składzie Grupy „Drohobycz”.

## Odznaczenia
- Krzyż Walecznych – dwukrotnie